# Bovenarmschild

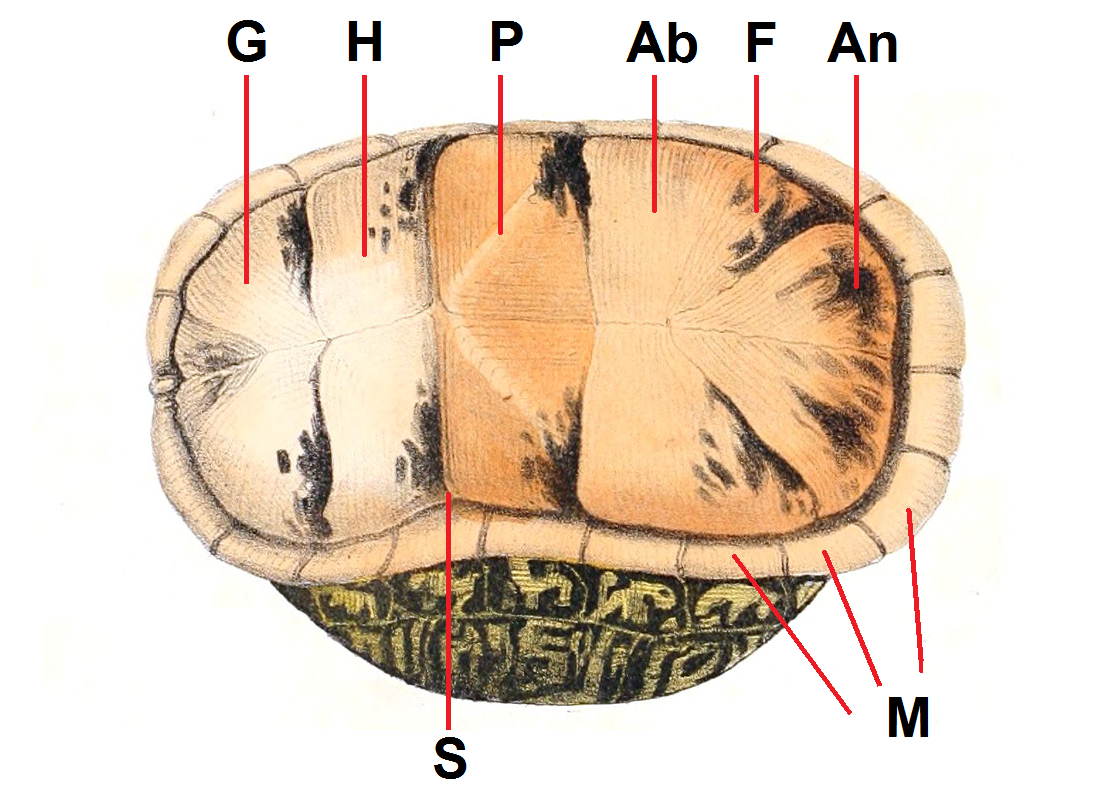
Hoornschilden van een schildpad

Het bovenarmschild, armschild of humerale (mv:humeralia) is een van de hoornschilden aan het buikpantser van een schildpad. Humeraal betekent vrij vertaald 'aan de voorpoot'. De vorm en grootte en de relatieve lengte van de naad op het midden van de buik tussen de humeraalschilden zijn een belangrijk determinatiekenmerk en verschillen vaak per soort.
Op de afbeelding rechts is het bovenarmschild aangegeven met een H.